# Eutelia angulifera
Eutelia angulifera är en fjärilsart som beskrevs av Walker 1863. Eutelia angulifera ingår i släktet Eutelia och familjen nattflyn. Inga underarter finns listade i Catalogue of Life.